# Angraecum distichum
Angraecum distichum là một loài lan.

## Hình ảnh

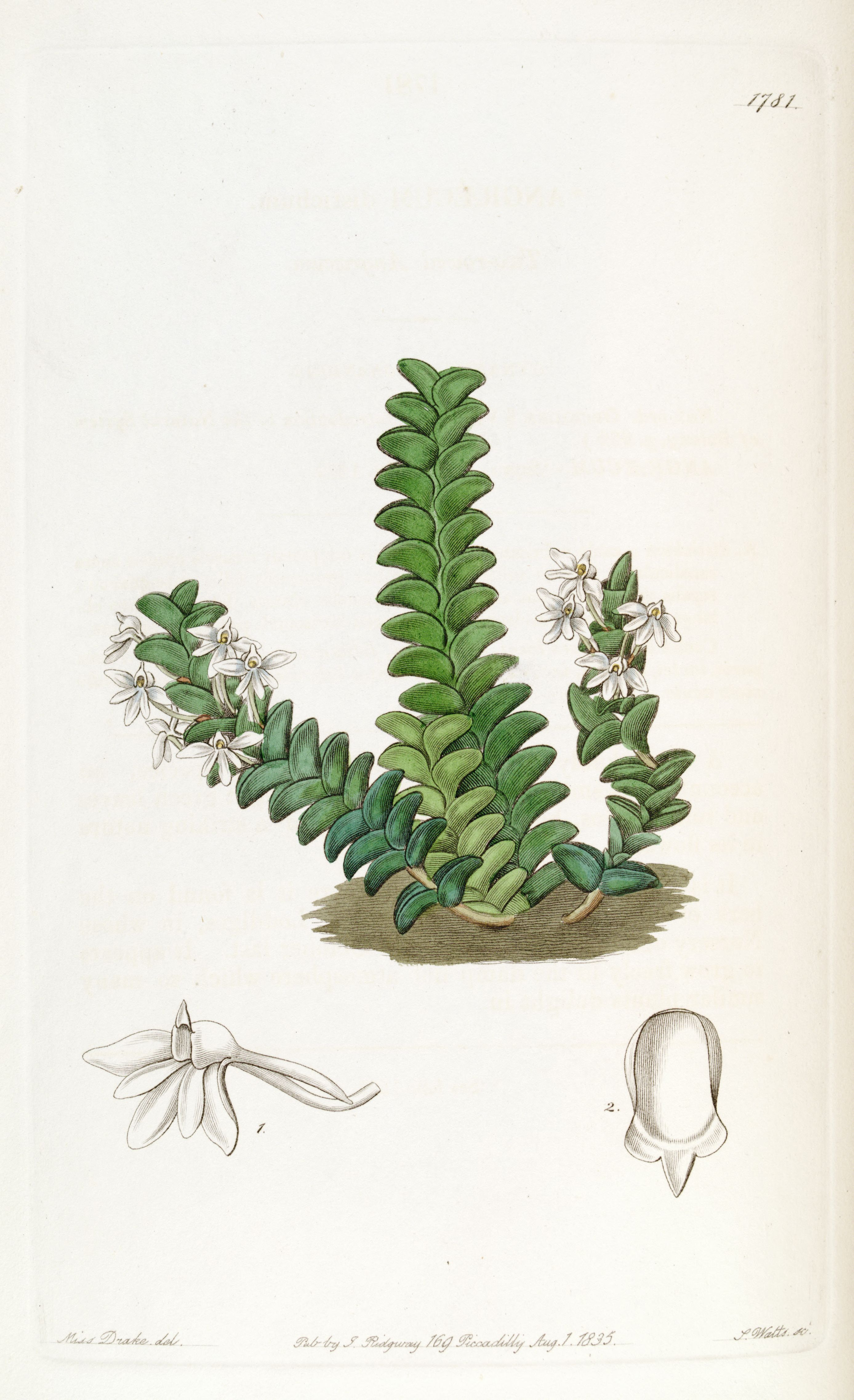
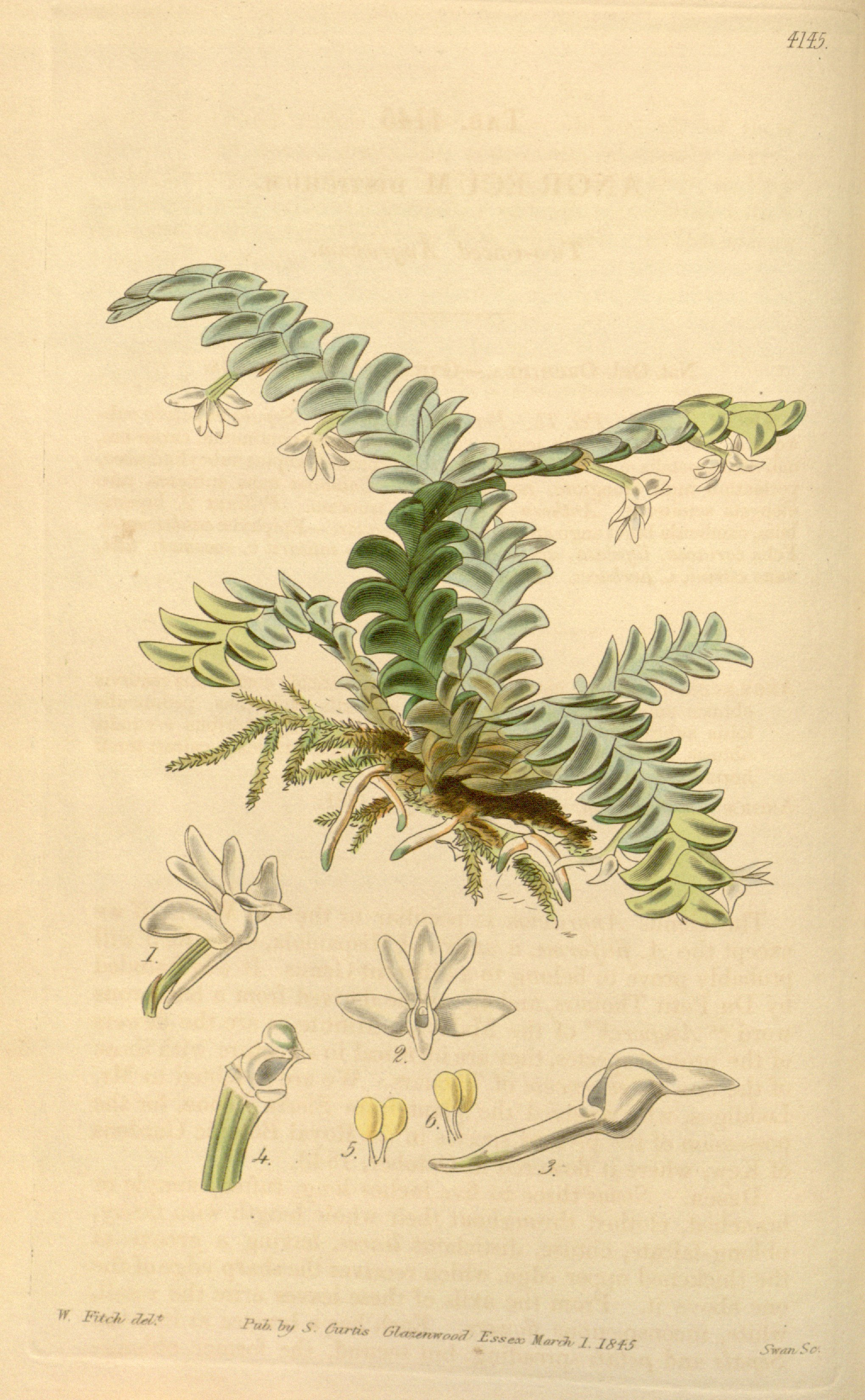